# 2,5-Dimetoksi-4-etoksiamfetamin
2,5-Dimetoksi-4-etoksiamfetamin (MEM) je psihodelik i entaktogeni lek iz fenetilaminske i amfetaminske hemijske klase. Njega je prvi sintetisao Aleksandar Šulgin. Po njegovim trvdnjama, MEM proizvod pojačanje boje, vizuelne fenomene, obrasce kretanja, pored ostalih dejstava.
MEM poseduje afinitet za  (3.948 nM),  (64,5 nM),  (7.156 nM), and σ1 (5.077 nM) receptora. On se ponaša kao parcijalni agonist na  receptoru. MEM je relativno selektivan za ta mesta i pokazuje nizak/zanemarljiv (> 10.000 nM) afinitet za druge ciljeve.